# Phytalmodes africanus
Phytalmodes africanus är en tvåvingeart som beskrevs av Mario Bezzi 1908. Phytalmodes africanus ingår i släktet Phytalmodes och familjen bredmunsflugor.
Artens utbredningsområde är Kongo. Inga underarter finns listade i Catalogue of Life.